# Tomasz Łukaszuk
Tomasz Łukaszuk (ur. 18 kwietnia 1965) – polski politolog i dyplomata, ambasador RP w Indonezji (2005–2010) oraz Indiach (2014–2017), pracownik naukowy na Wydziale Nauk Politycznych i Studiów Międzynarodowych Uniwersytetu Warszawskiego.

## Życiorys
Absolwent Liceum im. Tadeusza Reytana w Warszawie (1984). Ukończył z wyróżnieniem Wydział Orientalistyczny Moskiewskiego Państwowego Instytutu Stosunków Międzynarodowych (1991) oraz studium podyplomowe w Polskim Instytucie Spraw Międzynarodowych. W 2024 uzyskał na Uniwersytecie Warszawskim stopień doktora nauk społecznych w zakresie nauk o polityce i administracji na podstawie napisanej pod kierunkiem Jakuba Zajączkowskiego dysertacji India’s Role in Shaping Maritime Governance in the Indian Ocean Region after the End of the Cold War.
W Ministerstwie Spraw Zagranicznych od stycznia 1992. Pracował m.in. w ambasadzie w Oslo (1994–1998). Na placówce w Dżakarcie w latach 1998–2002 pełnił funkcję zastępcy szefa misji. Po powrocie zastępca dyrektora Departamentu Azji i Pacyfiku MSZ (2002–2005). Od 2005 do 30 lipca 2010 pełnił funkcję ambasadora w Indonezji, z dodatkową akredytacją na Timor Wschodni. Po powrocie był dyrektorem Departamentu Azji i Pacyfiku MSZ (2010–2012), a następnie Biura Infrastruktury MSZ (2012–2014). Od 2014 ambasador w Indiach, z dodatkową akredytacją w Bangladeszu, Bhutanie, Nepalu, Sri Lance, a od 2015 także w Afganistanie. Misję zakończył 31 maja 2017. W 2017 został wykładowcą w Instytucie Stosunków Międzynarodowych Uniwersytetu Warszawskiego (po reorganizacji – WNPiSM UW).
Jest współautorem dwóch dokumentów strategicznych, a także serii publikacji naukowych dotyczących relacji Polski z krajami Azji i Pacyfiku. Naukowo zajmuje się: zarządzaniem morskim, procesami integracyjnymi w Azji Południowej i Południowo-Wschodniej, współpracą państw w basenie Oceanu Indyjskiego. Zainicjował dialog z polskimi organizacjami pozarządowymi w sprawie przestrzegania praw człowieka w krajach Azji. Jest też inicjatorem Forum Azji i Pacyfiku w PISM.
Włada językiem angielskim, indonezyjskim oraz rosyjskim.

## Odznaczenia
- 2012 – Złoty Krzyż Zasługi „za zasługi w służbie zagranicznej i działalności dyplomatycznej”[18]